# كيو سي دبليو-05 (سلاح)
كيو سي دبليو-05 (بالصينية: 05式微声冲锋枪) مسدس رشاش صيني الصنع، صممته مجموعة صناعات جنوب الصين وبدأت إنتاجه في 2005.